# 亚历山卓 (歌曲)
〈亞歷山卓〉（西班牙語："Alejandro"）是由美國歌手Lady Gaga錄製之歌曲，這是她的第二張專輯《超人气女魔头》中的第三支單曲。此曲乃一中等節奏的且令人振奮的歐洲流行歌曲，靈感來自Gaga的「對性怪物恐懼」(Fear of Sex Monster)。樂評人指出這歌被愛司基地和ABBA影響，主要給予正面評價。
由於〈亞歷山卓〉能從網絡下載，因此該曲被派到英國單曲榜之前，已經打進了匈牙利單曲（Hungarian Singles Chart）的五大，〈亞歷山卓〉還派至澳州、加拿大、新西蘭、瑞典和美國。此曲成為Lady Gaga第七支成功的單曲，打進了《公告牌》百強單曲榜的十大位置。Gaga於The Monster Ball Tour演唱此曲，與舞蹈員上演一幕有關性的諷刺。Gaga亦在5月1日於第9季的美國偶像作為表演嘉賓，演唱此曲。
〈亞歷山卓〉的MV的導演為攝影師史蒂文·卡莱恩，該MV於2010年6月8日發行。靈感來自Gaga的同性戀朋友及對同性戀的讚美 — 「她羨慕著他們鼓起勇氣去爭取能夠在一起」(her envy of the courage and bravery they require to be together)。在MV中，Gaga和一眾在夜總會的士兵跳舞。有一幕Gaga化成修女，吞下玫瑰念珠以及一個接近全裸的士兵拿著機關槍。這音樂錄像獲得正面評價，然而天主教聯盟（Catholic League）抨擊Gaga褻瀆上帝，而Klein指Gaga吞下玫瑰念珠只是「desire to take in the Holy」。

## 背景
本來〈在黑暗中漫舞〉是承接〈电话〉作為《超人气女魔头》中的第三支單曲。然而Gaga本來選擇〈亞歷山卓〉的，但由於〈亞歷山卓〉在電台不太受歡迎，因此〈亞歷山卓〉並非適合作為單曲，但最後還是選擇〈亞歷山卓〉。Gaga透過Twitter表示決定〈亞歷山卓〉作為單曲，稱「〈亞歷山卓〉現在在電台了，這是那麼的好，我們做到了。」(Alejandro is on the radio. Fuck it sounds so good, we did it little monsters.)這單曲在2010年4月20日在美國發行。 Gaga在接受Fuse TV的訪問的時候，靈感來自Gaga的「對性怪物恐懼」(Fear of Sex Monster)。

## 編曲
這是一首中等節奏的歌，受到ABBA及愛司基地影響，有著很重Europop及迪斯科(Disco)的味道。愛司基地的影響是非常明顯的，包括節拍、人聲和旋律，及Gaga以非英文口音演繹此曲。同時，〈亞歷山卓〉歌曲開始時的小提琴演奏了Csárdás中旋律，在小提琴演奏的同時，Gaga很憂傷的唱道：「我知道我們很年輕，我也知道你很愛我。但我不能再跟你如此下去，Alejandro。」(I know that we are young, and I know that you may love me. But I just can't be with you like this anymore, Alejandro.) 然後歌曲進入一個很重Europop的節拍。Gaga對於與前男友分手非常沉重，在進入副歌之前，她唱道：「你知我很愛你，狂熱得有如置身墨西哥。但在這一刻我要選擇沒有損失。」(You know that I love you, boy. Hot like Mexico, rejoice! At this point I've gotta choose. Nothing to lose.")這首歌有三個主角，Alejandro、Fernando和Roberto，都是被Gaga拋棄的。